# Landekopf

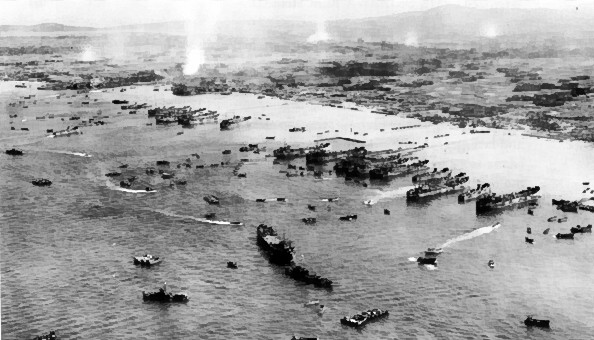
Okinawa-Brückenkopf am Tag L+3, 1945

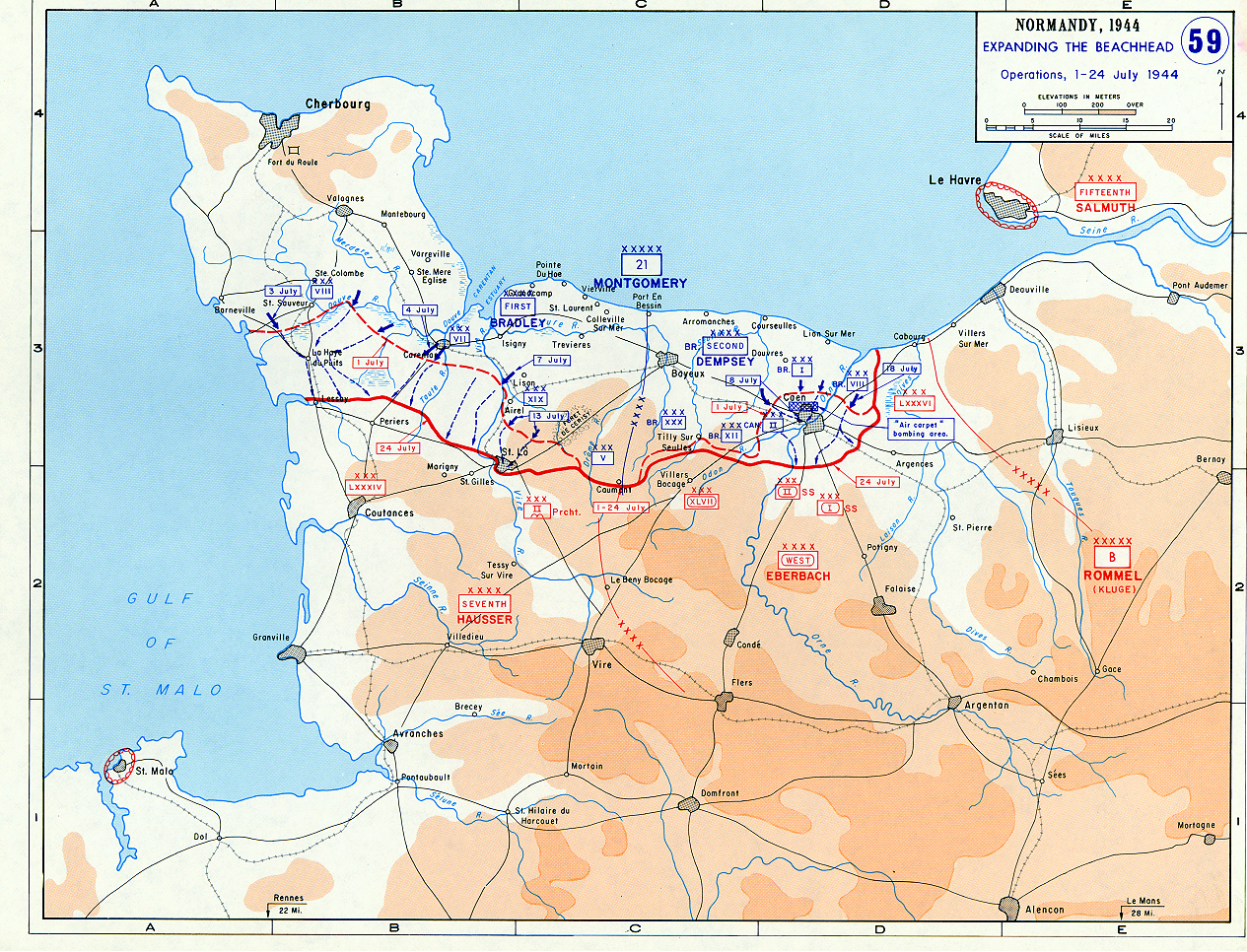
Karte des Brückenkopfs in der Normandie, 1944

Ein Landekopf ist eine temporäre Linie, die entsteht, wenn eine militärische Einheit einen Landungsstrand auf dem Seeweg erreicht und beginnt, das Gebiet zu verteidigen, während weitere Verstärkungen eintreffen. Sobald eine ausreichend große Einheit versammelt ist, kann die Invasionsmacht mit dem Vormarsch ins Landesinnere beginnen. Der Begriff wird manchmal (sowohl richtig als auch falsch) mit Brückenkopf und Errichtung einer Enklave synonym verwendet. Landeköpfe waren bei vielen militärischen Aktionen von Bedeutung; zum Beispiel die Operation Neptun im Zweiten Weltkrieg, und die Landung bei Incheon im Koreakrieg.